# Europäische Binnenschifffahrtsstraßen-Ordnung
Die Europäische Binnenschifffahrtsstraßen-Ordnung (abgekürzt CEVNI für französisch Code Européen des Voies de la Navigation Intérieure, auch englisch European Code for Inland Waterways) enthält Regeln für Verhaltensweisen auf Schiffen (Seemannschaft), Kennzeichen und Tiefgangsanzeiger der Fahrzeuge, Lichterführung, Schallzeichen, Sprechfunk und Navigation, Fahr- und Ankerregeln, Signalisierungs- und Meldepflichten sowie Regelungen zum Umweltschutz. Sie ist Teil des europäischen Schifffahrtsrechts für die Binnenschifffahrt.

## Entstehung
Innerhalb der Wirtschaftskommission für Europa der Vereinten Nationen (UNECE) wurde 1956 eine Arbeitsgruppe für Binnenschifffahrt gegründet. Das Ziel des im Jahr 1962 veröffentlichten Textes ist, die Vorschriften für Binnenwasserstraßen der Länder zu vereinheitlichen.
Die Publikation erscheint in englischer, französischer und russischer Sprache, den offiziellen Sprachen der UNECE. 1987 wurde auf Wunsch der D-A-CH-Länder eine deutsche Version veröffentlicht, auch die vierte Ausgabe 2013 liegt auf Deutsch vor, die fünfte Ausgabe 2015 jedoch nicht.

## Inhalt
Der CEVNI enthält Regeln für Verhaltensweisen auf Schiffen (Seemannschaft), Kennzeichen und Tiefgangsanzeiger der Fahrzeuge, Lichterführung, Schallzeichen, Sprechfunk und Navigation, Fahr- und Ankerregeln, Signalisierungs- und Meldepflichten sowie Regelungen zum Umweltschutz.

## Umsetzung
Die Umsetzung des CEVNI in nationales Recht obliegt den Staaten. Diese können grundsätzlich oder auf bestimmten Wasserflächen abweichende oder zusätzliche Regeln erlassen, sind aber aufgefordert, die Abweichungen klar herauszustellen. Besondere Bedeutung hat die Arbeit der UNECE für den Verkehr auf grenzüberschreitenden Flüssen, welche durch Moselkommission, Donaukommission, Zentralkommission für die Rheinschifffahrt (ZKR) sowie eine Kommission an der Save koordiniert wird.

CEVNI-Länder

Die folgenden UNECE-Staaten haben sich bei ihrer nationalen Gesetzgebung am CEVNI orientiert (Stand 2017): Belgien, Bulgarien, Deutschland (Binnenschifffahrtsstraßen-Ordnung), Frankreich, Litauen, Luxemburg (nur auf der Mosel, Erweiterung wird diskutiert), Republik Moldau, Österreich (Wasserstraßen-Verkehrsordnung), Rumänien, Serbien, Slowakei, Tschechien, Ukraine und Ungarn.
Die Niederlande und die Verordnung über die Schifffahrt auf schweizerischen Gewässern nutzen auf dem Rhein die Regelungen der ZKR, die dem CEVNI ähneln. Die Gesetzgebung Polens basiert auf einer früheren Version des CEVNI. In Russland bestehen noch größere Abweichungen zum CEVNI, aber der Versuch der Harmonisierung.
In Finnland, Irland, Italien, Norwegen, Türkei, dem Vereinigten Königreich sowie den Vereinigten Staaten von Amerika findet keine Umsetzung in nationales Recht statt, obwohl sich manche Regelungen gleichen. Die Situation in Weißrussland ist unbekannt.